# スウェーデン最高裁判所

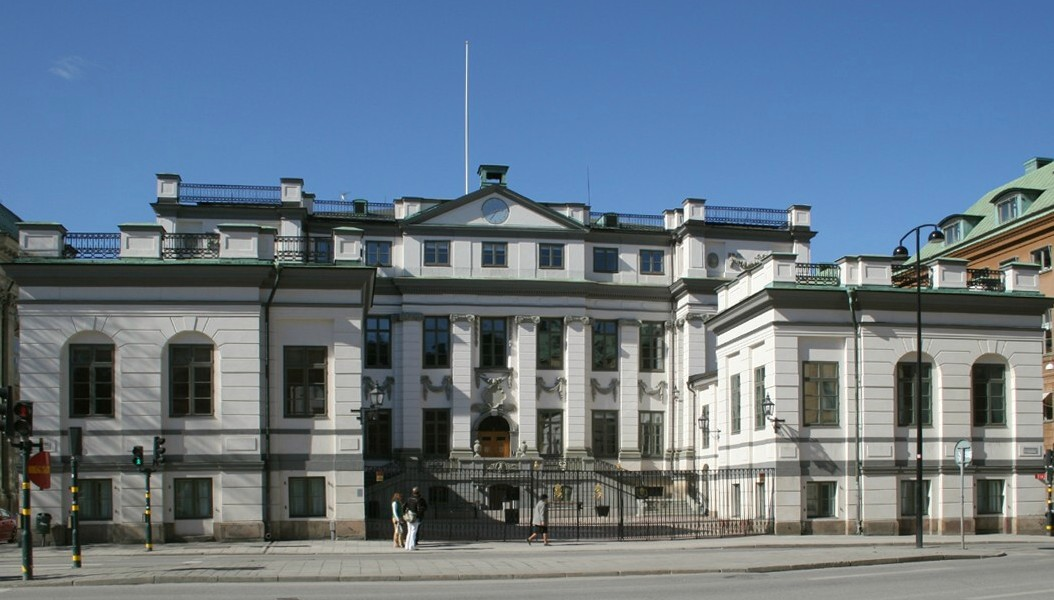
ストックホルムのガムラスタンにある最高裁判所。

スウェーデン最高裁判所（スウェーデンさいこうさいばんしょ、スウェーデン語: Högsta domstolen、略称:HD） は、スウェーデンにおける全ての民事事件、刑事事件を扱う最高裁判所で、最終審である第三審を担当する機関。

## 概要
1789年に設立された。事前に上告許可を得なければ最高裁判所は事件を審理しないが、いくつかの例外を除き、最高裁が許可を出すのは事件が判例として意義深い場合に限定される。最高裁判所はスウェーデン政府が任命した16人の判事（スウェーデン語: justitieråd）によって構成されているが、最高裁はリクスダーゲンから独立しており、政府は最高裁の判決を覆すことができない。